# Sinclair ZX Spectrum +4
Sinclair ZX Spectrum +4 je neexistující počítač, hypotetický nástupce počítače Sinclair ZX Spectrum +3. Existence počítače a jeho specifikace bývá obsahem různých žertů. Přestože se jedná o neexistující počítač, je tento jedním z počítačů, který je emulován emulátorem Emulator 3000. V tomto případě je ZX Spectrum +4 běžný počítač ZX Spectrum se 48 KiB paměti RAM, ale s upravenou pamětí ROM. Jako potenciální +4 byl označen počítač Hobbit.
V roce 2003 vznikla petice za vznik počítače Sinclair ZX Spectrum +4, který by v sobě kombinoval to nejlepší z variant počítače ZX Spectrum vzniklých ve státech bývalého východního bloku a počítače SAM Coupé. K této petici vznikla diskuse, ve které byly probírány možnosti realizace nového ZX Spectra.
Stránky http://www.geocities.ws/arcretro/ obsahují popis počítače Sinclair ZX Spectrum +4, který se měl dostat na britský trh 1. dubna 2005. Počítač je podobný počítači Sinclair ZX Spectrum 128K+ (jenom místo loga 128K má logo +4) a je vybaven 256 KiB paměti RAM a šestikanálovým zvukovým generátorem. K počítači měl existovat ZX Interface 3, pomocí kterého mělo být možné rozšířit paměť počítače o dalších 256 KiB, grafický procesor a slot pro paměťové karty. Jako vnější paměťové médium měla sloužit externí CD mechanika Sinclair ZX Compact Disc Drive. K počítači měl také existovat rozšiřující modul Sinclair ZX Spectrum +4 Boogie Box Server, který přidává počítač 1 MiB paměti RAM a druhý procesor běžící na 25 MHz, takže na počítači je pak možné provozovat operační systém Windows XP+4.
V roce 2013 publikoval server Retro Asylum zprávu o tom, že společnost Amstrad chce obnovit značku počítačů Sinclair právě uvedením na trh počítače Sinclair ZX Spectrum +4. Mělo se jednat o počítač založený na počítači Sinclair ZX Spectrum +3, který měl být vybaven 512 KiB paměti RAM, novým obvodem ULA, sběrnicí USB, video výstupem HDMI a CD-ROM mechanikou. Nová ULA měla být schopná generování obrazu bez kolize atributů. Tato informace byla označena jako aprílový žert.